# 후쿠시마 원전 오염수 방류
후쿠시마 원전 오염수 방류는 일본 정부가 후쿠시마 원전의 오염수를 태평양에 방류하겠다는 정책이다.

## 역사
2019년 7월, 후쿠시마 오염수 문제는 현재 저장 중인 약 115만 톤(7월 말 기준)에 국한된 것이 아니다. 하루에 최소 170톤의 오염수가 유입되며 일주일 기준으로 2~4천 톤, 2030년까지는 200만 톤 이상 늘 것으로 예상된다.
2019년 8월, 그린피스의 숀 버니 수석 원자력 전문가는 현재 100만 톤 정도인 후쿠시마 고준위 방사성 오염수가 2030년이면 200만 톤으로 불어날 것으로 전망했다.
2020년 10월 17일, 마이니치신문과 도쿄신문은 일본 정부가 이르면 오는 27일 열리는 후쿠시마 제1원전 '폐로·오염수 대책 관계각료 회의'에서 해양 방출을 결정할 방침이라고 전했다.
2020년 10월 21일, 스가 요시히데(菅義偉) 총리는 오염수 처리 문제에 대해 "언제까지 방침을 결정하지 않고 미룰 수는 없다"고 언급했다.
2020년 10월 23일, 가지야마 히로시(梶山弘志) 경제산업상이 내각회의가 끝난 뒤 연 기자회견에서 후쿠시마 제1원전에 쌓이고 있는 오염수의 해양 방출에 대해 "27일에는 정부 방침을 결정하지 않는다"고 말했다.
2021년 4월 13일 스가 요시히데 총리는 각료회의에서 후쿠시마 제1 원자력 발전소에 저장되어 있던 오염수를 2023년에 방류하기로 결정했다. 지역 주민들과 어민, 시민단체들은 해당 결정에 반발하였고 주변국이었던 대한민국은 물론, 중국에서도 비판에 가세했다.

## 삼중수소
일본 정부가 내세운 방법은 희석 방출이다. 오염수를 바닷물과 섞어서 환경기준을 만족시켜 내보내겠다고 한다. 특히 정화할 방법이 없는 삼중수소 때문이다. 후쿠시마 오염수의 삼중수소 농도는 1리터에 73만 베크렐이라고 한다. 베크렐은 원자 하나가 내는 방사선 단위다. 오염수 전체에 포함된 삼중수소는 860조 베크렐로 추정되고 물로 환산하면 16그램이다. 일본의 방출기준은 리터당 6만 베크렐이고 한국은 4만 베크렐로 더 엄격하다.
삼중수소(트리튬)는 신체에 축적될 경우 DNA 변형을 일으키거나 생식기능을 떨어뜨릴 수 있다.
일본 정부의 입장은 1리터에 73만 베크렐인 후쿠시마 오염수를 방출기준인 리터당 6만 베크렐로 희석한 다음 바다에 방류하겠다는 것이다.
일본은 다핵종제거설비(ALPS)라는 장비를 활용해 방사능 오염수를 정화했다고 주장하지만, 방사성 물질인 '삼중수소'(트리튬)는 제거하지 못한 것으로 알려졌다.
삼중수소는 일반 수소나 중수소와 물성이 같아 산소와 결합한 물 형태로 일반적인 물속에 섞여 있으면 물리·화학적으로 분리하는 게 사실상 어렵다.
삼중수소는 이미 자연 상태에 존재하고 있는 방사성 물질이며, 삼중수소가 포함된 물이나 음식을 섭취하더라도 7∼14일 내 대소변이나 땀으로 배출된다. 그러나, 일본이 바다로 오염수를 배출한 뒤 해당 해역의 수산물을 오염시키고, 이 수산물을 장시간 섭취하면 신체 내 방사성 물질이 축적될 수 있다. 삼중수소가 인체 내 정상적인 수소를 밀어내고 그 자리를 차지하면, 베타선을 방사하면서 삼중수소가 헬륨으로 바뀌는 '핵종 전환'이 일어난다. DNA에서 핵종 전환이 발생하면 유전자가 변형, 세포사멸, 생식기능 저하 등 신체 손상을 입을 수 있다.
국제환경단체 그린피스는 '2020 후쿠시마 방사성 오염수 위기의 현실' 보고서를 통해 "일본 정부가 방사성 오염수 위험을 축소하기 위해 삼중수소만 강조하고 있다"며 "삼중수소 말고도 오염수에 들어있는 탄소-14, 스트론튬-90, 세슘, 플루토늄, 요오드와 같은 방사성 핵종이 더 위험하다"고 주장했다.
그러나, 사실상 삼중수소를 물과 분리할 방법이 없기 때문에, 배출기준으로 희석해서 바다에 방류하는 방법은 사실상 유일한 대책으로 평가되고 있다.
환경단체 등은 다른 대안을 제시하기도 하는데, 현재의 천톤짜리 탱크 보다 훨씬 큰 대형 탱크를 순차적으로 건설해 교체하면, 오염수 48년치를 보관할 수 있다고 한다.
다른 대안은, 미국 사바나 리버 핵시설의 오염수 처분에서 사용된 방식이다. ALPS 처리 오염수를 시멘트와 모래로 모르타르 고체화해 반지하에 처분하는 방식이다. 오염수 18년치를 처리할 수 있다고 한다. en:Savannah River Site 참조.

## 저장탱크
후쿠시마 제1원전 운영사인 도쿄전력은 당초 2022년 여름께 오염수 저장 탱크가 가득 찰 것으로 예상했지만, 2020년 오염수 발생량이 감소해 다소 시간 여유가 생겼다.
2020년 기준으로, 탱크 부지 안에 97기의 구식 탱크(총용량 9만7천t) 해제가 예정돼 있다. 구식 탱크 철거 부지에 오염수 저장 탱크를 증설하면 2년분의 오염수를 더 저장할 수 있다.
현재 일본 정부는 오염수를 핵 물질 제거설비 알프스(ALPS)를 통해 처리하고 이를 1000t짜리 탱크에 저장하고 있다.

## 그린피스
그린피스는 삼중수소야 배출기준으로 희석해서 태평양에 배출하면, 별문제가 안된다고 하지만, 일본 정부가 사고 후 10년이 지나서야 알프스 장비로 제거되지 않은 방사성 물질이 오염수에 존재한다는 사실을 시인한 게 문제라고 지적한다. 삼중수소가 아니라 정말 큰 문제가 되는 방사성 물질들이 제거되지 않았다는 주장이다.

## 논쟁

### 찬성
2021년 4월 13일 국제원자력기구는 후쿠시마 원전 오염수 방류에 대해 국제원자력안전기준에 부합하다는 결정을 내렸고, 라파엘 마리아노 그로시 IAEA 사무총장은 일본의 입장을 환영한다는 반응을 보였다.
미국에서는 국무부가 오염수 방류에 대해 국제안전기준에 부합하다고 주장해 일본의 결정을 지지했다. 식품의약국 역시 오염수 방류는 인간이나 동물에 영향을 주지 않을 것이라 밝혔으며 존 케리 대통령 기후특사는 일본이 국제원자력기구와 협력했고 엄격한 절차를 마련했을 것으로 확신한다며 IAEA가 모니터링 하는 과정에서 일본과 협력하는 것이 핵심이라는 반응을 보였다.

#### 모두 방류한다
한국의 원전도 방사성 기준치 얼마 이하로 필터기를 거쳐서, 원전의 오염수를 바다에 방류하고 있다. 다른 나라들도 다들 그렇게 방류해왔다.
원전만이 아니라 모든 생활폐수, 농업폐수, 산업폐수를 다 기준치 얼마 이하로 낮춰서, 하천과 바다에 방류한다.
원전을 운영하면서 발생한 핵폐기물 대부분은 재처리시설 또는 방폐장에 보관됐으나, 원전을 식히기 위해 사용한 온배수는 바다에 방류했다. 한국에서도 이 온배수 문제가 여러 번 문제가 됐다. 원전 핵연료봉에 직접 닿은 물은 아니더라도, 이 또한 방사성물질인 삼중수소에 오염된 물이었다. 일본은 이를 후쿠시마 원전 오염수 해양 투기의 명분으로 사용했다.

#### 사고 직후 방류
2011년 3월 11일, 후쿠시마 제1 원자력 발전소 사고 직후에는, 전혀 처리시설 없이 생성됐던 오염수를 몇개월간 하루 300t씩 그대로 바다에 방류했다. 그 당시에도 한국에 나쁜 영향이 없었다. 후쿠시마에 보관된 오염수의 방사선량은 그 당시 배출했던 양의 0.1% 미만이다. 그것도 30년에 걸쳐 서서히 방류하게 된다. 그래서 한국에 아무런 나쁜 영향이 없을 것이다.

### 반대
일본은 30여년 전 소련(현 러시아) 해군이 일본 최북단 홋카이도섬 근처의 동해에 수백톤의 저준위 핵 폐수를 투기할 때 외교분쟁을 벌였다. 당시 소련이 방사능 농도가 국제원자력기구(IAEA) 기준보다 낮다고 주장했으나 1993년 말 도쿄의 러시아 대사관 앞에서 시위를 벌이는 등 강력히 항의했고 결국 핵 폐수 투기 중단을 끌어냈다.
오염수 방류에 대해 일본 국민들은 이 같은 결정에 반대했고, 네티즌들도 비판의 목소리를 높이고 있다.
2020년 6월, 일본 전국 어업협동조합은 '오염수 해양 방류에 강력히 반대'하는 특별 결의안을 만장일치로 가결했다. 7월에는 일본의 59개 지자체를 대표하는 20개 지방 의회가 후쿠시마 오염수의 해양 방류에 반대하는 의견을 채택했다.
2020년 10월 20일, 원희룡 제주도지사가 국회에서 기자회견을 열고 후쿠시마 원전 오염수가 방류될 경우 일본 정부를 상대로 한일 양국 법원과 국제재판소에 소송을 제기하겠다고 밝혔다. 10월 23일에는 부산시의회가 '일본 정부의 후쿠시마 오염수 방류결정 규탄 및 중단 촉구 결의안'을 만장일치로 채택했다.
2021년 4월 13일 일본 정부가 후쿠시마 원전 오염수를 방류하기로 결정하자 영국의 더 가디언과 미국의 블룸버그 등은 이 결정을 비판하는 기사를 썼다.
입헌민주당의 간 나오토 전 총리는 안전하다는 말은 거짓말이라며 방류를 반대했다.

## 유사사례
러시아는 1970년대 초반까지 핵폐기물을 동해에 투기했다.
1993년 4월 2일, 그린피스가 러시아 정부 보고서를 입수했다. 보고서는 "구소련이 동해에 원자로 2기를 포함한 막대한 양의 방사성 폐기물을 버렸다"면서 "투기는 80년대 후반에 들어 더욱 빈번해 졌을 뿐만 아니라 양도 많아졌다"고 말했다.
보고서는 특히 " 동해를 포함한 국동 해역에는 수심 1천1백-3천7백 M 사이의 총 10개소가 방사성 폐기물 투기 장소로 지정돼 66년부터 6백85兆베크렐 분의 방사성 물질이 버려진 것으로 추정된다"고 말하고 " 원자로 2기는 지난 78년 동해 제 10 해역에 투기됐다"고 밝혔다.
한편 일본의 NHK TV는 2일 아침 뉴스에서 역시 러시아의 보고서를 인용 "구소련은 그동안 원자로 17기를 포함한 각종 방사성 폐기물을 바렌츠 海등 20개소에버렸다"고 밝히고 " 원자로 등이 투기된 장소의 수심은 12-3백80 M정도의 극히 얕은 곳으로 방사능 量은 체르노빌 원자력 발전소 전체 방사능 누출량의 약 5-8%에 달한다" 고 말했다.
NHK TV는 특히 " 원자로 17기중 5基는 핵 폐기물이 그대로 들어 있는 상태로 버려졌다"고 덧붙였다.
1993년 10월 25일, 일본의 모든 원자력발전소들이 인근 연해와 기타 공해에 방사능이 약한 핵폐기물을 투기해오고 있음이 일본 공식문서에 의해 확인됐다고 이타르 타스 통신이 보도했다.
1994년 4월 19일, 연해주 파견 대통령대표인 블라디미르 이그나텐코는 블라디보스토크 근처 액체 핵폐기물 보관소인 '즈베즈다' 공장에 있는 저장 탱커들이 이미 한계 용량에 달해 더 이상 핵폐기물을 담을수 없기 때문에 동해 재투기가 불가피하다고 말했다. 그는 '즈베즈다'공장의 저장 탱커 가운데 한개는 7백94t의 액체 핵폐기물을 적재하고 있어 폭발 위험을 안고 있으며 공장 역시 가동을 중단해야 할 상황에 이르고 있다고 지적했다. 극동 태평양함대 소속 핵잠수함에서 나오는 액체 핵폐기물이다.

## 같이 보기
- 미나마타병
- 이타이이타이 병